# Minona albicincta
Minona albicincta är en plattmaskart som beskrevs av Curini-Galletti 1997. Minona albicincta ingår i släktet Minona och familjen Monocelididae. Inga underarter finns listade i Catalogue of Life.